# 藤が丘 (名古屋市)
藤が丘（ふじがおか）は、愛知県名古屋市名東区の町名である。郵便番号は465-0032。
名古屋市の統計によると2012年5月1日現在の藤が丘の総人口は1,349人で、これは名東区内の町別人口でみると全151町のうち34位である。ただし、藤が丘を単独の町名としてではなく広域地名として捉え、近隣で同じ学区を構成する藤見が丘、明が丘、富が丘などを含めて考えた場合、人口は約12,000人となり、これは名東区全体の人口のおよそ1割弱にあたる。

## 地理
名古屋市名東区の東部に位置する。北で富が丘、東で朝日が丘、南で藤見が丘、南西の道路上の一点で小池町、西で明が丘・高柳町、北西の道路上の一点で豊が丘と接する。長久手市との市境も近い。
名古屋市名東区の東部には東山丘陵や八事丘陵といった標高100m前後の丘陵が連なっており、藤が丘が位置する一帯を東部丘陵地帯と総称する。このあたりは全体的に標高が高く、藤が丘もまた、小さな丘陵によって構成されている。こうした藤が丘の起伏ある地形は、矢田川、そしてその支流である香流川・藤の木川といった藤が丘の北部を流れる庄内川水系の河川による浸食作用によって形成されたと考えられている。藤が丘駅の西にある明が丘公園のなかにある丘が標高75mとこの周辺で最も高い位置にあり、今では展望台が設けられている。かつてはこの小高い丘を富士山と見立てて富士浅間社が祭られ、そこに山岳信仰の影響を見てとることができる。一説には、現在の藤が丘という地名の由来となった「藤森」（本記事内の歴史の項を参照）は、明が丘公園の小高い丘を「富士」とみたて、そこに近隣の「森」を組み合わせた「富士森」に由来するとも考えられている。
藤が丘の近辺には、農業を中心とした村落生活の名残として、灌漑のための人工的なため池が無数に存在していた。しかしそれらの多くは土地整備事業の過程で潰された結果、明徳池など比較的大きなものが現存するだけである。藤が丘駅からほど近い位置にある名古屋市立藤森中学校のある土地は、周辺よりも窪んでおり標高が低いが、これはかつてため池だったからである。その周辺は、かつての灌漑地としての記憶をとどめるために、小池町と名付けられている。
藤が丘周辺の植生は、現在は猪高緑地などにその名残が見られるが、そもそもはカシ・シイ・コナラ・ハンノキといった低木類によって天然林が構成され、そこに人工的に植えられたクロマツ・スギ・ヒノキが加わえられ、丘陵地帯の風景をつくりだしていた。さらに、そうした丘陵の一帯は芝で覆われ、農民たちの貴重な燃料として伐採されていたという。しかしながら現在の藤が丘の街区ではこうした植生を目にすることはほとんどなく、都市計画に伴って整備された街路樹、とりわけソメイヨシノに代表されるサクラが多く見られる。このサクラの風景にちなんで、現在では藤が丘中央商店街によって、4月上旬には「さくらまつり」が開催されている。
そのほか、地質など地形についての詳細は名東区、気候については愛知県の記事を参照のこと。
現在の都市としての藤が丘は、名古屋市営地下鉄東山線および愛知高速交通東部丘陵線（リニモ）の藤が丘駅や、東名高速道路名古屋インターチェンジといった都心と郊外を結ぶ交通の結節点に位置している。このことから、名古屋市のベッドタウンとしてだけではなく、長久手市や日進市、尾張旭市、さらには瀬戸市や豊田市といった東の郊外地域から名古屋市の都心へと人間が移動する結節点としても重要な役割を果たしており、駅前にはマックスバリュや飲食店街、各金融機関を中心とした商店街が形成されている。こうして多くの人間が居住・滞留・通過するためか、藤が丘は栄、名駅、金山地区とともに、名古屋市の中で四カ所しかない路上禁煙地区に指定されている。

## 歴史

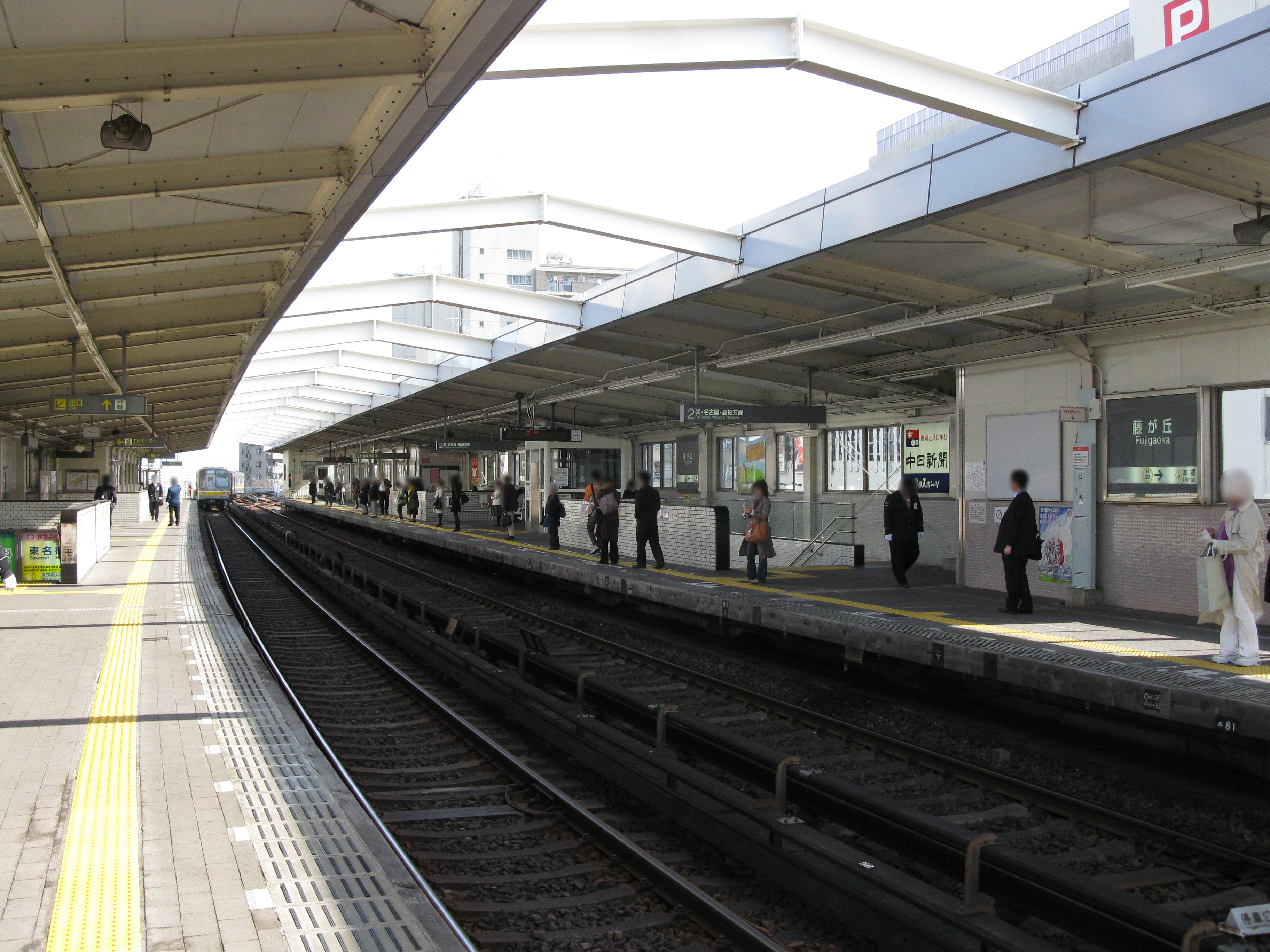
藤が丘駅のプラットホーム

藤が丘は、1970年7月30日に実施された藤森東部土地区画整理組合区域の換地処分による町名変更によって誕生した町である。現在では、藤が丘駅の所在地として知られている。名古屋市営地下鉄東山線の藤が丘駅は1969年4月1日に開業し、愛知高速交通東部丘陵線（リニモ）の藤が丘駅は2005年3月6日に開業した。
現在の都市化された藤が丘に至るまでの歴史は、上記の二つの鉄道駅の開業と切り離して考えることはできない。とりわけ地下鉄駅が開業した頃は「こんな山の中に地下鉄がくるなんて」と地元民が思うほどに周囲一帯は山林で、集落はまばらだったという。
この地域には古来より農業を生業とする集落が存在したものの、標高の高い台地地形が災いして田畑への利水に苦労する土地であったために、その規模はきわめて小さかった。江戸時代には新田開発が盛んに行われるようになり、現在の藤が丘の地名の由来のひとつとなる藤森新田が開かれたが、やはり山間丘陵の土地ゆえに、開墾はあまり進まなかった。しかしながら、当時から灌漑用水として利用されていた多くの沼や池が、江戸幕府や尾張藩によって修復・再整備されたことで、干ばつに耐えうる農業生産が可能になり、農民の定住を促す一因になったことが伝えられている。
1872年には名古屋県が廃止され愛知県が誕生したことをきっかけに、この地域は大規模な区域の再編成がおこなわれた。さらに1889年に市制町村制にもとづいて名古屋市がつくられた際、現在の藤が丘と呼ばれる地域を含む藤森村の一帯は愛知郡猪子石村と呼ばれることになった。さらにその後、政府は地方自治体の合併政策を推進したため、猪子石村は隣接した村と合併され、1906年に猪高村となった。
この明治時代に生まれた猪高村では、やはりそれ以前から変わらぬ農業を基盤とした生活が営まれていた。作物は米・麦・さつまいも・野菜だけではなく、江戸時代から煙草の葉も生産されていた。しかしやがて煙草は政府の専売制が取られることになり、1943年頃までには耕作する農家はなくなったと記録されている。他には養蚕もほとんどの農家で行われていたが、食料生産を優先したことで、これも1945年頃までにはほとんど面影が見られなくなった。この地域では、数人の大地主による無数の小作人からの収奪が行われ、貧富の差が激しかったが、1947年の農地改革によって生活水準は平均化された。同時に戦後の商工業の発達にともなって名古屋市内の工場や商店に働きに出るもの、官公庁に勤めるものも増え、徐々に農業だけに依らない地域経済が形成されていくことになった。
こうしてかつては野山であった現在の藤が丘一帯は、徐々に市街地として整備されていくことになったが、1955年4月5日に猪高村が名古屋市と合併したことによって、その都市化の動きは決定づけられ、また加速された。この合併は、2-3ヶ月というきわめて短期間のうちに取りまとめられ、村民への調査でも全員が賛成であったという。この合併が無条件に推進された背景には、名古屋市に組み込まれることで市バスが到達し交通の便が改善されること、さらには「合併に憧れみたいなものがあった」ことが挙げられると当時の関係者たちが語っている。この合併の結果、猪高村は千種区猪高町となり、地域経済だけではなく行政区域としても名古屋市に組み込まれ、上下水道、さらには多くの市営住宅が整備されていくことになった。こうして1969年頃には名古屋市の人口が200万人を突破し、東部のベッドタウンとしての役割を猪高町は担うことになった。
この地域で進められた区画整理事業は、整地後も農業を続けることができる案と、すべてを宅地として造成する案の二つが考えられていたが、「当時の人々は、どうしたら生活が豊かになるか、素朴に考えた」結果、後者の宅地化案が選択された。こうして生業としての農業はこの地域から失われていくことになった。ただしこの点については、都心部へ通勤するものが多くなり、多くの農家で後継者がいなくなったことも宅地としての区画整理を推し進めた要因として考えられる、と他の関係者によって指摘されている。1960年代以降の区画整理においては、急速に進行するモータリゼーションを考慮に入れ、どの宅地にも車が入ることができるように、比較的広い道路を確保したという。
このような一連の流れの中で、1969年の地下鉄東山線の延長に伴う藤ヶ丘駅の開設、さらにはほぼ同時期の1968年に東名高速道路の名古屋インターチェンジが設置が続き、広域の藤が丘一帯は名古屋市のベッドタウンとしてだけではなく、東の玄関口として急速に都市化が進行していくことになった。藤が丘には藤が丘市街地住宅など、多くの公団住宅が建設された。
その結果、冒頭に記したように、1970年には藤が丘という町が生まれることになったが、その町名は「大字藤森の「藤」をとるとともに高速度鉄道の終点藤ヶ丘駅の所在地である」ことに由来している。
1975年2月には、千種区の東部が人口の著しい増加に伴って名東区として分離独立したため、藤が丘も千種区から名東区へと所属を改め、現在に至っている。
長らく、町名の「藤が丘」と地下鉄駅名の「藤ヶ丘」は表記が不一致だったが、2004年10月6日には駅名が「藤が丘」に改称されたことで、現在は一致している。しかしながら、駅周辺の看板などを見ると、町名に合わせて「藤が丘」になっているもの、（旧）駅名に合わせて「藤ヶ丘」になっているものが混在している。これも藤が丘の歴史を示す名残と言える。

## 世帯数と人口
2019年（平成31年）4月1日現在の世帯数と人口は以下の通りである。
| 町丁   | 世帯数  | 人口    |
| ------ | ------- | ------- |
| 藤が丘 | 857世帯 | 1,376人 |

### 人口の変遷
国勢調査による人口の推移
| 1995年（平成7年）  | 1,368人 | [ WEB 7 ]  |  |
| 2000年（平成12年） | 1,275人 | [ WEB 8 ]  |  |
| 2005年（平成17年） | 1,348人 | [ WEB 9 ]  |  |
| 2010年（平成22年） | 1,492人 | [ WEB 10 ] |  |
| 2015年（平成27年） | 1,540人 | [ WEB 11 ] |  |

## 学区
市立小・中学校に通う場合、学校等は以下の通りとなる。また、公立高等学校に通う場合の学区は以下の通りとなる。
| 番・番地等 | 小学校                 | 中学校               | 高等学校 |
| ---------- | ---------------------- | -------------------- | -------- |
| 全域       | 名古屋市立藤が丘小学校 | 名古屋市立藤森中学校 | 尾張学区 |

## 施設

### 周辺の施設
- 藤が丘中央商店街 ： アーケードを中心とした商店街
- 藤が丘effe（エフ） ： リニモ広場跡地に再建された商業ビル
- はせがわ眼科医院
- はせがわ内科医院
- まじま眼科
- 伊藤歯科医院
- わたなべメンタルクリニック
- 藤が丘デンタルクリニック
- 浅井歯科医院
- 東海歯科医療専門学校
- 名古屋市立藤が丘小学校
- 藤が丘保育園

### ギャラリー

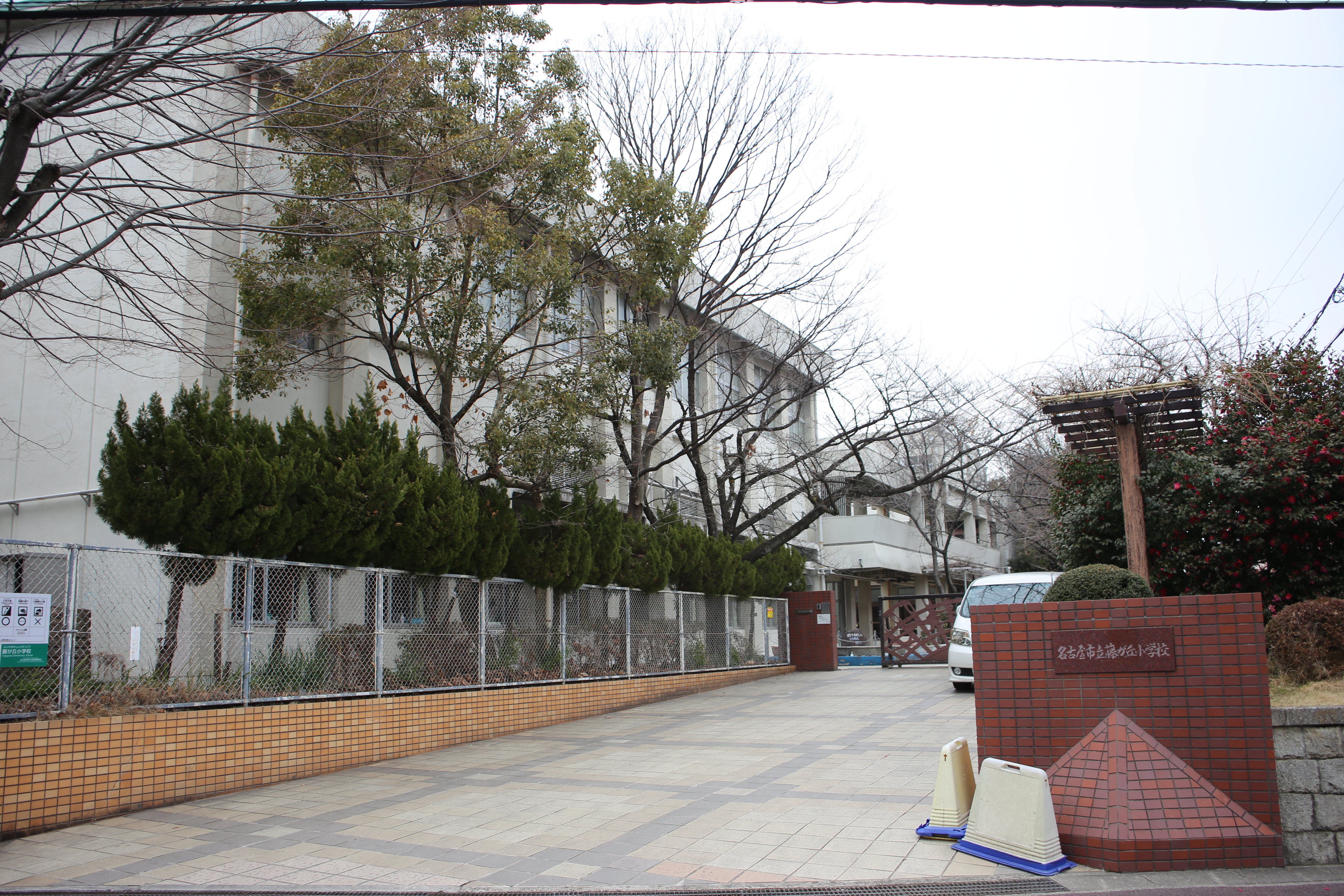
名古屋市立藤が丘小学校
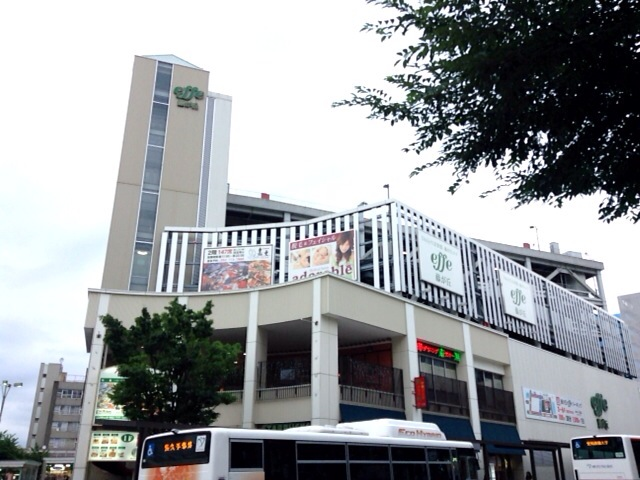
藤が丘effe
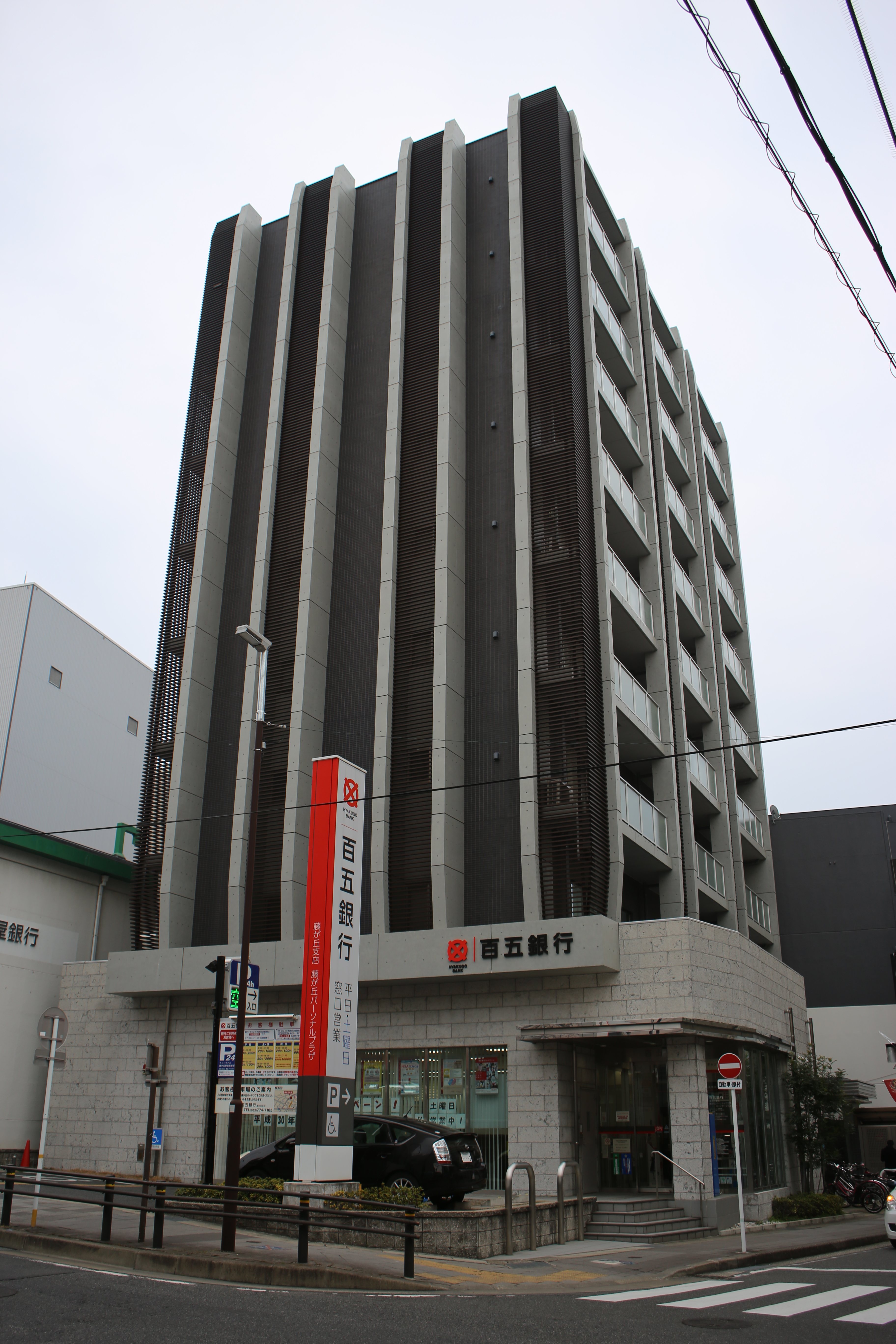
百五銀行藤が丘支店
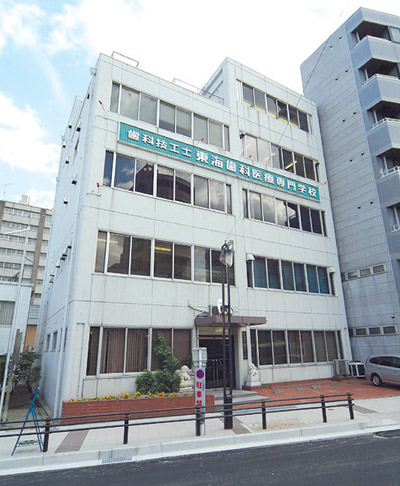
東海歯科医療専門学校
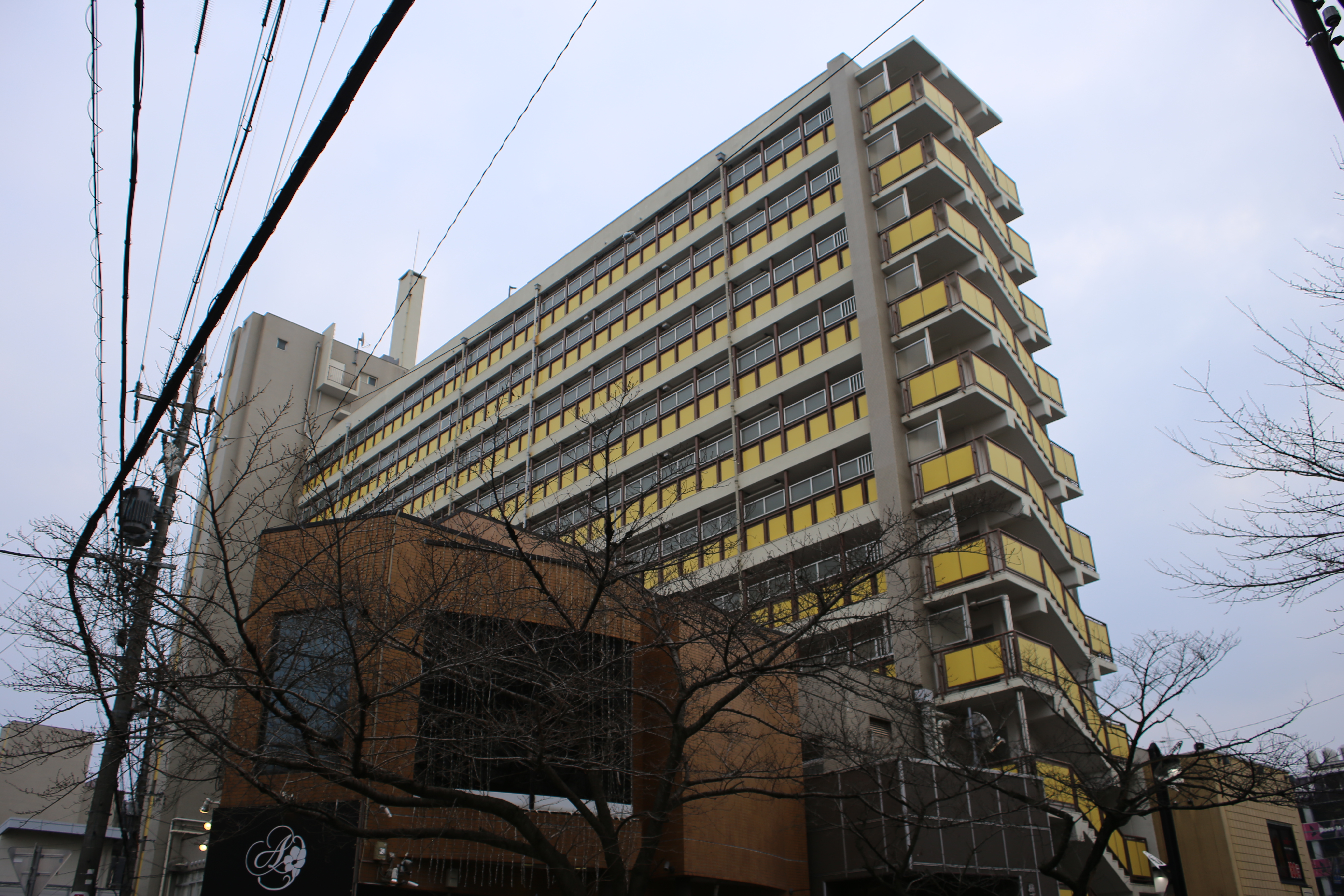
UR藤が丘市街地住宅1号棟

## 交通

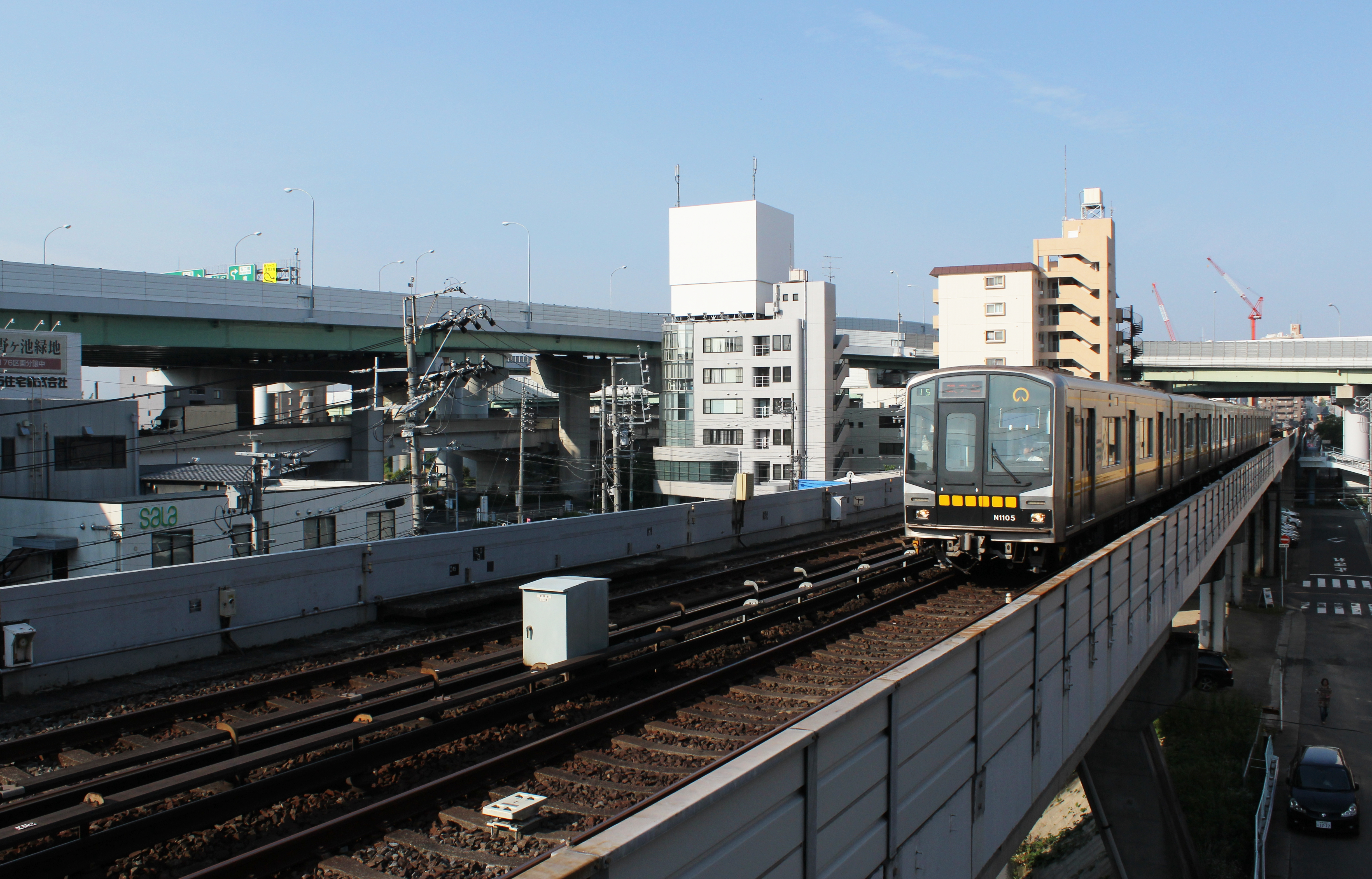
地下鉄東山線

### 鉄道
- 名古屋市営地下鉄東山線 ： 藤が丘駅
  - 星ヶ丘、今池、千種、栄、伏見、名古屋、中村公園、高畑方面
- 愛知高速交通東部丘陵線（リニモ） ： 藤が丘駅
  - 長久手古戦場、愛・地球博記念公園、八草方面

### 路線バス
名古屋市営バス
- 藤が丘バスターミナル
  - 1番：四軒家経由本地住宅/東谷山フルーツパーク/印場/中志段味/大森車庫行
  - 2番：天子田経由印場駅行・東猪子石経由引山行・今池経由栄行[注釈 1]
  - 3番：降車場

名鉄バス・豊鉄バス
- 藤が丘バス停
  - 1番：菖蒲池経由愛知学院大学行
  - 2番：トヨタ博物館前・長久手古戦場駅・市が洞、岩根経由星ヶ丘・市が洞経由愛知学院大学行
  - 3番：愛知淑徳大学行
  - 4番：四軒家経由/平和橋経由愛知医科大学病院・愛知医科大学病院（快速）・四軒家、愛知医科大学病院経由瀬戸駅前行
  - 5番：四軒家経由/長久手郵便局経由瀬戸駅前・平和橋経由/長久手郵便局経由菱野団地行
  - 6番：名鉄バスセンター（基幹バス）・中部国際空港（空港バス）・新城（高速バス・豊鉄バス）行

## 自然

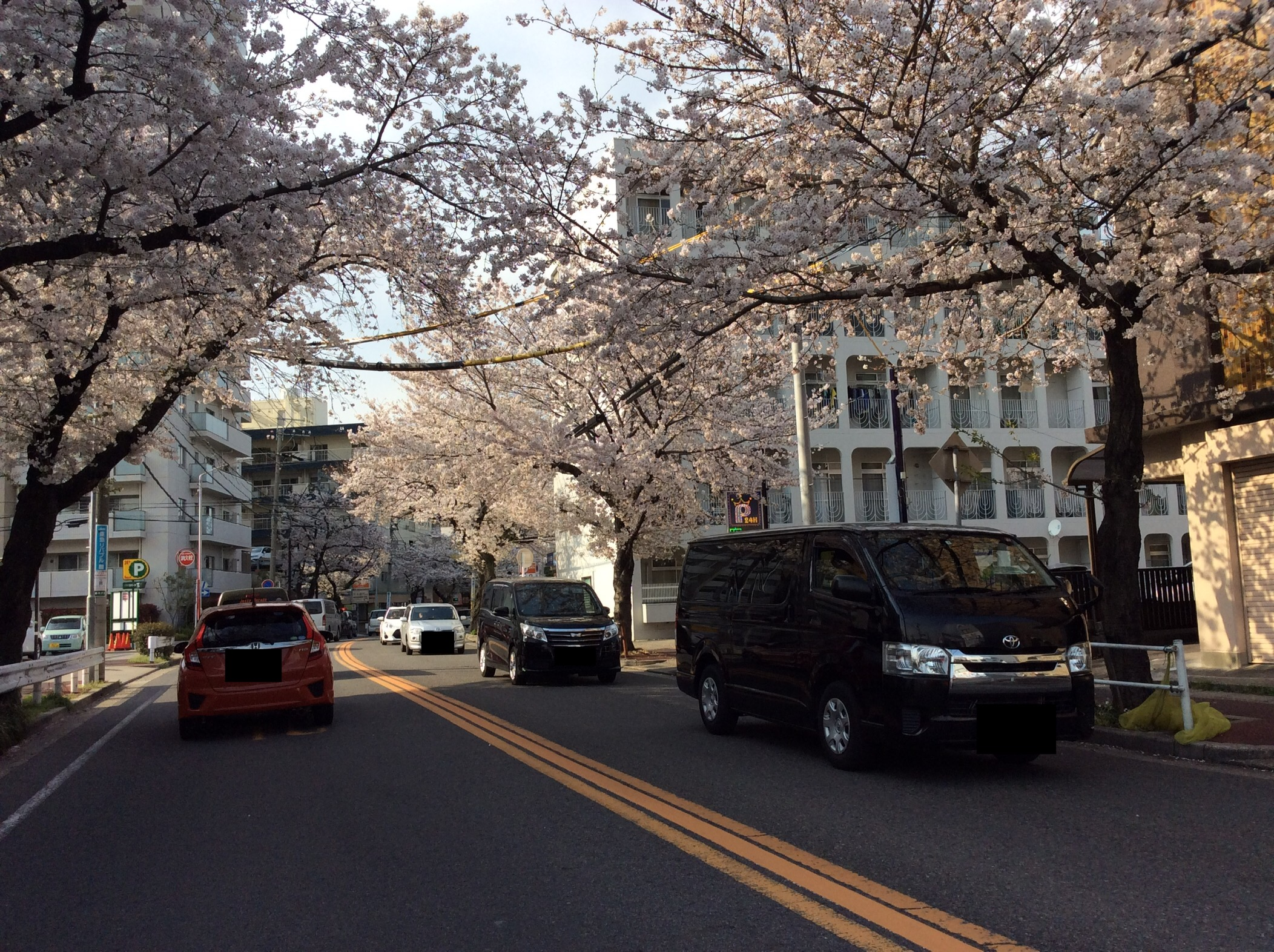
「桜満開の坂道」の県道6号の区間。藤が丘駅東交差点 - 照が丘交差点にて。

### 河川
- 藤の木川（朝日が丘）[注釈 2]

### 桜
- 桜満開の坂道
  - 大久田東交差点 - 藤が丘駅東交差点[注釈 3]
- 藤が丘北交差点 - 藤が丘駅南交差点
- 藤が丘駅交差点 - 富が丘南交差点

## その他

### 日本郵便
- 郵便番号 : 465-0032[WEB 3]（集配局：名東郵便局[WEB 14]）。